# Colin Ferguson
Colin Ferguson (ur. 22 lipca 1972 w Montrealu w Kanadzie) – kanadyjski aktor reżyser, producent filmowy i telewizyjny. Wystąpił w serialach Eureka oraz Para za parą.

## Życiorys
Urodzony w Montrealu, uczęszczał do Appleby College w Oakville, w prowincji Ontario. Ukończył studia na Uniwersytecie McGill w Montrealu.
W wieku 17 lat wygrał konkurs wystąpień publicznych w Montrealu. Wychowywał się w Montrealu, Hongkongu, Wielkiej Brytanii i Connecticut. Ma obywatelstwo amerykańskie, brytyjskie i kanadyjskie.
Swoje umiejętności jako komik i wykonawca improv prezentował w miejscowej trupie, która wielokrotnie brała udział w Just for Laughs Festival. Został wybrany z ok. 2000 kandydatów do słynnego The Second City, w końcu porzucił naukę w college’u. Gdy ukończył studia, został prowadzącym Sen o zwycięstwie (1996), które doprowadziły go do jego przeprowadzki do Los Angeles.
Grywa głównie w telewizji, jednak znany jest także z ról w filmach kinowych, takich jak Wojna płci czy A właśnie, że tak. Popularne są również występy Fergusona w telewizyjnych filmach fabularnych, jak Wyznania nałogowej karierowiczki. Grał na scenie w Juliuszu Cezarze i Locie nad kukułczym gniazdem.
Wystąpił jako homoseksualista w kilku serialach i filmach, m.in. w komediodramacie Wojna płci (1998).

## Życie prywatne
Spotykał się z Renee Faią, aktorką Claire Coffee (2004-2007) i E Fairysistere (2007).